# Dueños del paraíso
 (срп. Власници раја) чилеанско-америчка је теленовела, продукцијске куће Телемундо, снимана током 2014. и 2015.

## Синопсис
Ово је прича о Анастасији Кардона, жени чији је живот обележило насиље и чија је амбиција одвела до тога да користи нарко трафикинг као средство захваљујући коме ће постати једна од најмоћнијих жена свог времена.
У незаконитиким пословима свог супруга, Анастасија ће пронаћи богатство о коме је одувек сањала. Но, доживеће и издају након које ће уследити мноштво немира, те ће бити спречена да се посвети чистој и безусловној љубави…

## Глумачка постава

### Главне улоге
| Глумац:           | Улога:                        |
| ----------------- | ----------------------------- |
| Кејт дел Кастиљо  | Анастасија Медрано де Кардона |
| Адријана Бараса   | Ирене Медрано                 |
| Хорхе Сабалета    | Конрадо Сан Мигел             |
| Хосе Марија Торе  | Адан Ромеро                   |
| Мигел Варони      | Леонардо Кесада               |
| Гиљермо Кинтаниља | Натанијел Карона              |
| Алберто Хименез   | Салвадор Ферара               |
| Химена Дуке       | Ерика Сан Мигел               |
| Тони Далтон       | Ренато Малдонадо              |

### Споредне улоге
| Глумац:             | Улога:                     |
| ------------------- | -------------------------- |
| Софија Лама         | Силвана Кардона            |
| Тијаго Кореа        | Марио Алехандро Еспарза    |
| Хуан Пабло Љано     | Игнасио Елизондо           |
| Ђералдин Базан      | Вероника Ромеро            |
| Маргарита Муњоз     | Ђина Бјанчи                |
| Марија Луиса Флорес | Амелија Кесада             |
| Пепе Гомез          | Елијас Кардона             |
| Аријел Техидо       | Маурисио Рикелме           |
| Хорхе Ернандез      | Саул Бенавидес             |
| Андреа Лопез        | Аналија Менчада де Еспарза |
| Марија Елена Свит   | Ванеса Еспарза             |
| Габријел Валенсуела | Хосе Карлос Кесада         |
| Макси Иглесијас     | Чад Мендоза                |
| Алберто Матео       | Серхио ди Франко           |
| Наталија Барето     | Лидија                     |
| Данијела Вонг       | Лусијана Ромеро            |
| Ђули Фереира        | Дејси Муњоз                |
| Дајана Гарос        | Рита Корона                |
| Ана Осорио          | Даитона Дуран              |
| Беатриз Монрој      | Модеста Флорес             |
| Рачел Ваљори        |                            |
| Адријан Мас         | Гонсалвес                  |